# Cesare Francesco Ricotti-Magnani
Cesare Francesco Ricotti-Magnani (Borgolavezzaro, 30 janvier 1822 - Novare, 4 août 1917) était un général et un homme politique italien.

## Biographie

### Origines et formation
Après avoir terminé ses études militaires à l'Académie militaire de Turin, il en sort avec le grade de sous-lieutenant (sottotenente) d'artillerie en 1840 et est appelé sous les drapeaux. En 1848, il est promu lieutenant (tenente) et obtient le commandement d'une compagnie de pontonniers, combattant au siège de Peschiera pendant la bataille de Goito où il est blessé et promu capitaine (capitano) pour mérites de guerre. En avril 1852, lors de l'explosion de la poudrière de l'ancienne municipalité de Borgo Dora, près de Turin, il est chargé, avec ses soldats, de secourir les blessés et est décoré de la médaille d'argent de la valeur militaire.
Il participe ensuite à la guerre de Crimée en commandant une batterie et se distingue lors de la bataille de la Tchernaïa, après quoi il est promu major (maggiore). À son retour dans son pays, pendant la deuxième guerre d'indépendance italienne, il est promu lieutenant-colonel (Tenente Colonnello) et participe avec distinction à la bataille de San Martino, ce qui lui vaut d'être fait commandeur de l'ordre militaire de Savoie et chevalier de la Légion d'honneur française. Après la fin de la bataille, il est employé à Novare comme directeur de l'école militaire pour les volontaires. Général de division (Maggiore Generale) en octobre 1860, il devient l'année suivante directeur général des armes spéciales du ministère italien de la Guerre. Promu lieutenant général (Tenente Generale) en 1864, il participe à la troisième guerre d'indépendance italienne en tant que commandant de la 12e division, qui ne participe à aucune bataille.
Il a également occupés des fonctions de:
- Commandant militaire de la province de Naples (11 novembre 1860)
- Directeur général des armes spéciales (12 juin 1861-6 mai 1866)
- Membre du Conseil de l'ordre militaire de Savoie (5 décembre 1861) (25 janvier 1863)
- Membre du Conseil supérieur des instituts militaires d'éducation et de formation (8 juin 1862).

#### Promotions militaires
- Sous-lieutenant - Sottotenente (royaume de Sardaigne) (11 août 1840)
- Lieutenant - Tenente  (royaume de Sardaigne) (29 août 1841)
- Capitaine - Capitano (royaume de Sardaigne) (4 juin 1848)
- Major - Maggiore (royaume de Sardaigne) (21 février 1856)
- Lieutenant-colonel - Tenente colonnello (royaume de Sardaigne) (9 juin 1859).
- Colonel - Colonnello (royaume de Sardaigne) (14 juin 1860)
- Général de division - Maggiore generale (royaume de Sardaigne) (15 octobre 1860)
- Lieutenant général - Tenente generale (royaume de Sardaigne) (14 septembre 1864-6 janvier 1895. Date de la retraite)

### Carrière politique
En 1860, il devient le premier maire (sindaco) de Novare et reste en fonction jusqu'en 1869. En 1863, il est l'un des membres fondateurs du Club alpin italien (CAI).
Entre-temps, il est devenu membre du Parlement au cours de la XIe législature en 1874, siégeant pendant vingt ans et trois fois au Conseil de la Couronne. Ministre de la Guerre pendant le siège de Rome en 1870, il édicte à cette époque des lois fondamentales sur le recrutement et le service militaire obligatoire afin de rétablir l'ordre après le transfert de la capitale dans la Ville éternelle. Il a été ministre de la Guerre du royaume d'Italie sous les gouvernements Lanza, Minghetti II, Depretis VI, Depretis VII et di Rudinì II. Il a été également ministre de la Marine par intérim de 26 décembre 1870 à 24 mars 1871.
Sa première nomination en tant que ministre a été particulièrement importante. Sous le gouvernement Lanza, le ministre de la Guerre, le général Giuseppe Govone, est particulièrement mal vu par la hiérarchie militaire pour avoir accepté les réductions décidées par le ministre des Finances, Quintino Sella. Les généraux lui reprochent surtout de ne pas avoir saisi l'occasion de la guerre franco-prussienne pour libérer Rome. Le 7 septembre, le général Govone est contraint de démissionner et le nouveau ministre approuve les plans qui conduisent à la prise de Rome le 20 septembre.
Il a participé à plusieurs commissions pendant ses mandats:
- Membre de la Commission des finances (16 décembre 1890-29 septembre 1913)
- Membre de la Commission de vérification des qualifications des nouveaux sénateurs (27 novembre 1891-27 septembre 1892)
- Membre de la commission d'examen du projet de loi "Prolongation au 31 décembre 1905 du délai imparti à la commission d'enquête sur la marine par l'article 4 de la loi 139 du 27 mars 1904" (24 mai 1905).
- Membre de la Commission d'enquête sur les services dépendant du ministère de la Guerre (19 juin-21 juin 1907. Démission)

### Réforme de l'armée royale
En tant que ministre en 1873, il a approuvé un nouvel ordre pour la Regio Esercito (l'armée royale de terre), appelé l'"ordonnancement Ricotti". L'armée est réorganisée en 10 corps d'armée territoriaux et la durée de la conscription en Italie est réduite de cinq à trois ans. Dans le plan, Ricotti introduit également la mise en place d'une armée de seconde ligne, et la création de 15 compagnies alpines dont il devient également commandant général.

### Dernières années et mort
En 1890, il est nommé sénateur. Ministre de la Guerre en 1896 dans le 2e gouvernement di Rudinì, un ministère souvent impliqué dans les réductions de ressources pour l'armée.

## Décorations

### Décorations italiennes
- Chevalier de l'ordre suprême de la Très Sainte Annonciade - 1892
- Chevalier grand-croix de l'ordre des Saints-Maurice-et-Lazare - 1892
- Chevalier grand-croix de l'ordre de la Couronne d'Italie - 1892
- Chevalier grand-croix de l'ordre militaire de Savoie - 6 janvier 1895[1]
- Médaille d'argent de la valeur militaire
- Médaille commémorative des campagnes des guerres d'indépendance (5 barrettes)
- Médaille commémorative de l'unification de l'Italie

### Décorations étrangères
- Chevalier grand-croix de l'ordre impérial de Léopold (Empire austro-hongrois)
- Chevalier grand-croix de l'ordre de Charles III (Espagne)
- Chevalier de première classe de l'ordre de l'Aigle rouge (Empire allemand)
- Officier de l'ordre national de la Légion d'honneur (France)
- Commandeur de l'ordre royal de l'Étoile polaire (Suède)
- Médaille de la guerre de Crimée (Royaume-Uni)
- Médaille commémorative de la Campagne d'Italie de 1859 (France)

## Sources
- (it) Cet article est partiellement ou en totalité issu de l’article de Wikipédia en italien intitulé « Cesare Francesco Ricotti-Magnani » (voir la liste des auteurs).